# Барбара Фрішмут

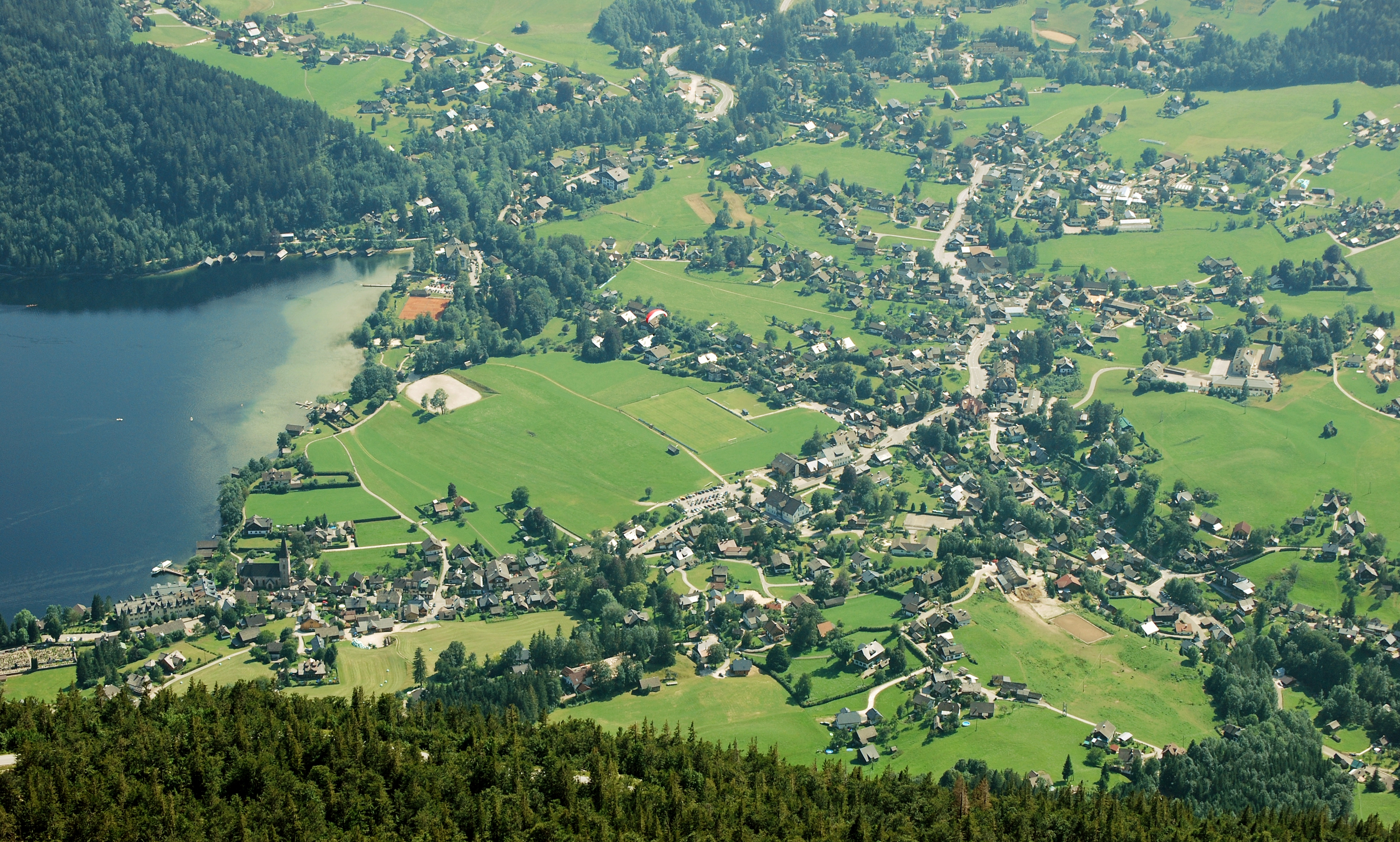
Альтаусзее, рідне місто Барбари Фрішмут. Краєвид із гори Лозер.

Барбáра Фрíшмут (нім. Barbara Frischmuth; 5 липня 1941, Альтаусзее в землі Штирія — 30 березня 2025 ) — австрійська письменниця, драматургиня, сценаристка і перекладачка.

## Життя і творчість
Барбара Фрішмут народилася в австрійській гірській курортній місцевості (Зальцкаммергут) у сім'ї власника готелю. Її батька — Антона Фрішмута мобілізували під час Другої світової війни в німецьку армію. 1943 року він загинув на Східному фронті в СРСР. Мати самотужки провадила готельне господарство до 1956 року, а тоді знову вийшла заміж. Барбара вчилась у школі в Бад-Аусзее (1948–1951), монастирській школі-інтернаті Ґмундена (1951–1955) і в гімназії імені Песталоцці в Граці (1955–1959). 1959 року вона вступила до Грацького університету, де вивчала англійську, турецьку й угорську мови. Одержавши стипендію, в 1960–1961 роках вона здобуває освіту в Університеті Кемаля Ататюрка в Ерзурумі. 1964 року Барбара Фрішмут приїжджає до Відня й тут вивчає тюркологію, іраністику та іслам. В 1966 році вона кидає навчання й відтоді живе переважно з написання своїх власних та перекладних творів. Пише також статті для мас-медіа.
Літературні твори Барбара Фрішмут почала писати ще у студентські роки, коли були опубліковані її перші вірші. Зав'язавши у 1960 році контакт із угрупованням «Форум-Штадтпарк», належала до числа його засновників ще тоді, коли навчалася в Ерзурумі. Навесні 1961 року на зборах цього форуму Барбара Фрішмут вперше привселюдно прочитала свої твори. 1962 року вона вступає до «Грацької групи». Не раз виїжджала за кордон, відвідала Туреччину, Китай (1982), Японію (1990), Єгипет, США, Велику Британію та інші країни. 1976 року, перебуваючи в США, Фрішмут три місяці читала лекції з літератури в Коледжі Оберлін (Огайо). а 1987-го — в Університеті Вашингтона в Сент-Луїсі.
Восени 1990 року у Мюнхенському університеті Барбара Фрішмут прочитала цикл лекцій про поезію під назвою «Мрія літератури — література мрії». У 1997 й 1998 роках вона належала до журі, що присуджувало Премію Інґеборґ Бахман. З 1997 по 2002 рік письменниця була членом комітету Німецького товариства Шіллера в Марбаху-ам-Некар.
Барбара Фрішмут перекладає з англійської та угорської мов. 1967 року вийшов її перший переклад з угорської — щоденник ув'язненої в концтаборі Ани Новац, трансильванської єврейки.

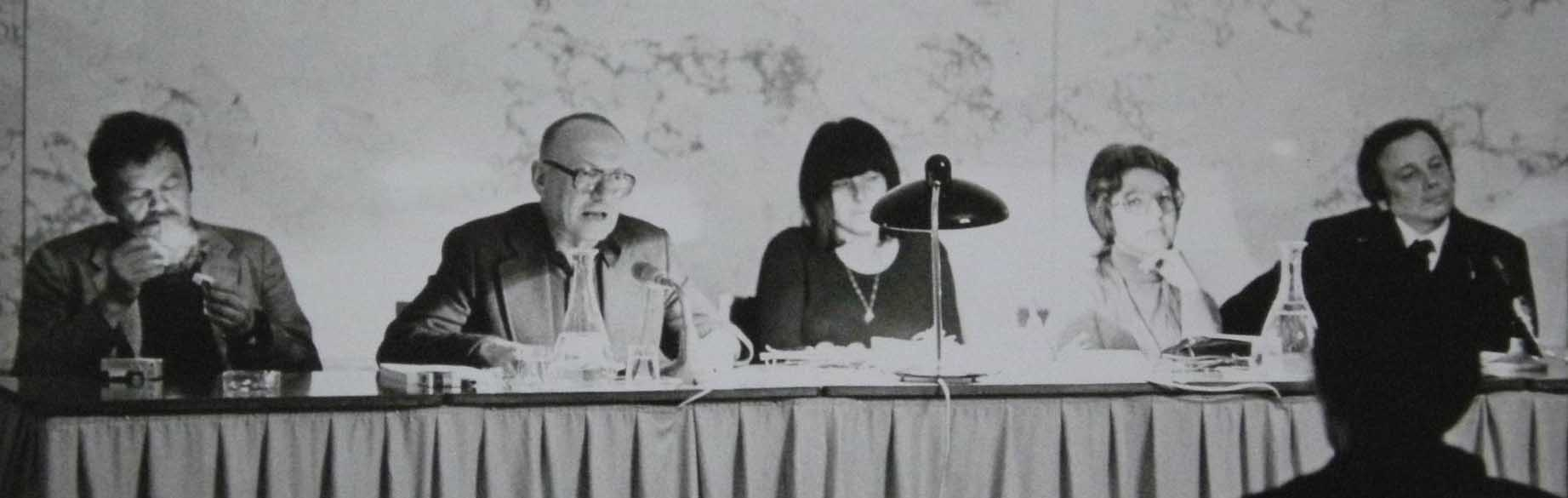
Тиждень книжки у Відні. Зліва направо: Альфред Грдлічка, Ернст Яндль, Фрідеріке Майрекер і Барбара Фрішмут. 1974 рік.

Барбара Фрішмут — лавреатка багатьох літературних премій та нагород. Це Премія Антона Вільдґанса (1973), Австрійська премія в галузі дитячої літератури (1972, 1995), Літературна премія міста Відень (1975, 1979), Почесна премія міністерства освіти і культури (1987), Літературна премія Іди Демель (1983), Премія Франца Набля (1999), Почесна премія австрійської книготоргівлі (2005) та інші. Твори Барбари Фрішмут перекладено арабською, боснійською, болгарською, китайською, англійською, гінді, нідерландською, італійською, латиською, польською, російською, шведською, словенською, чеською, турецькою, українською та угорською мовами. У серпні 2015 року налічувалося не менш як 36 перекладних книжок Варбари Фрішмут чужоземними мовами.
З 1999 року Барбара Фрішмут живе в Альтаусзее. Ростить сад, який дав їй матеріал для трьох книжок. Має сина — Флоріана Анастазіуса Ґрюна (1973). У 1988 вона вдруге вийшла заміж — за Дірка Пеннера, психіатра і невролога, що практикує в Мюнхені. Барбарина тітка Едіт Гауер-Фрішмут (1913 — 2004) — учасниця Руху опору. Її життя Барбара Фрішмут описала в романі «Одне одному дитина».

## Твори

### Романи, оповідання
- Монастирська школа (Die Klosterschule). Frankfurt/Main 1968
- Історії для Штанека (Geschichten für Stanek). Berlin 1969
- Дні і роки. Виклад залежно від ситуації (Tage und Jahre. Sätze zur Situation). Salzburg, Wien 1971
- Зникнення тіні на сонці (Das Verschwinden des Schattens in der Sonne). Frankfurt/Main 1973
- Повернення до попередньої відправної точки (Rückkehr zum vorläufigen Ausgangspunkt). Salzburg, Wien 1973
- Ловити вітер. Оповідання (Haschen nach Wind. Erzählungen). Salzburg, Wien 1974
- Містификації Софії Зільбер (Die Mystifikationen der Sophie Silber). Roman. Salzburg/Wien 1976 ISBN 3-7017-0152-0
- Емі, або Метаморфоза (Amy oder Die Metamorphose). Roman. Salzburg, Wien 1978
- Залежність — вирок найніжнішого виду (Entzug — ein Menetekel der zärtlichsten Art). Pfaffenweil 1979
- Кай і замилування моделями (Kai und die Liebe zu den Modellen). Roman. Residenz Verlag, Salzburg/Wien 1979 ISBN 3-7017-0224-1
- Зв'язки (Bindungen). Erzählungen. Salzburg, Wien 1980
- Пейзаж для ангела (Landschaft für Engel). Wien [u.a.] 1981
- Жінка в місячному сяйві (Die Frau im Mond). Roman. Salzburg, Wien 1982
- Із життя П'єро (Vom Leben des Pierrot). Erzählungen. Mit Holzschnitten von Alfred Pohl, Pfaffenweil 1982
- Межа мрії (Traumgrenze). Erzählungen. Salzburg, Wien 1983
- Танцюрист на голові (Kopftänzer). Roman. Residenz Verlag, Salzburg/Wien 1984 ISBN 3-7017-0380-9
- Повелителька звірів (Herrin der Tiere). Erzählung. Salzburg, Wien 1986
- Про стосунки (Über die Verhältnisse). Roman. Salzburg/Wien 1987 ISBN 3-7017-0506-2
- Убивчі казки (Mörderische Märchen). Erzählungen. Salzburg, Wien 1989
- Одне одному дитина (Einander Kind). Roman. Salzburg, Wien, Residenz 1990
- Містер Роза, або Важко бути не карликом. П'єса для одного актора (Mister Rosa oder Die Schwierigkeit, kein Zwerg zu sein. Spiel für einen Schauspieler). Wien 1991
- Мрія літератури — література мрії (Traum der Literatur — Literatur des Traums). Salzburg, Wien 1991
- Водяники. П'єси для читання з морів, пустель і кімнат (Wassermänner. Lesestücke aus Seen, Wüsten und Wohnzimmern). Salzburg, Wien 1991
- Відьмине серце (Hexenherz). Salzburg, Wien 1994
- Записка друга (Die Schrift des Freundes). Salzburg, Wien, Residenz 1998
- Перстач і рукавичка феї. Садовий літературний щоденник (Fingerkraut und Feenhandschuh. Ein literarisches Gartentagebuch). Berlin, Aufbau 1999
- Дерево шаманів. Вірші (Schamanenbaum. Gedichte). Graz, Wien, Droschl 2001
- Розшифрування (Die Entschlüsselung). Roman. Berlin, Aufbau 2001
- Ротики і півники. Садовий літературний щоденник (Löwenmaul und Irisschwert. Gartengeschichten). Berlin, Aufbau 2003
- Літо, коли зникла Анна (Der Sommer, in dem Anna verschwunden war). Berlin, Aufbau 2004
- Куниця, Троянда, Зяблик і Воша. (Marder, Rose, Fink und Laus. Meine Garten-WG). Graz, Wien, Droschl 2007
- Забудь Єгипет. Подорожній роман (Vergiss Ägypten. Ein Reiseroman). Berlin, Aufbau 2008
- Корова, козел, його коза і її коханець. Тварини в домашньому господарстві (Die Kuh, der Bock, seine Geiss und ihr Liebhaber. Tiere im Hausgebrauch). Mit Grafiken von Wouter Dolk, Berlin, Aufbau 2010
- Звідки ми йдемо (Woher wir kommen). Berlin, Aufbau 2012
- «Зв'язки» та інші оповідання (Bindungen und andere Erzählungen). St. Pölten, Salzburg, Wien: Residenz 2013
- Чарівливий сад. Оповідь про любов (Der unwiderstehliche Garten. Eine Beziehungsgeschichte). Berlin, Aufbau 2015
- Пролите молоко (Verschüttete Milch). Роман. Aufbau-Verlag, Berlin 2019, ISBN 978-3-351-03710-9
- Твоя тінь танцює на кухні (Dein Schatten tanzt in der Küche). Erzählungen. Aufbau-Verlag, Berlin 2021, ISBN 978-3-351-03861-8
- Природа і спроби умовити її (Natur und die Versuche, ihr mit Sprache beizukommen). Residenz, Salzburg 2021, ISBN 978-3-701-73528-0

### Книжки для дітей і юнацтва
- Безсоромна торохтілка (Amoralische Kinderklapper), 1969
- Руйнівник (Der Pluderich), 1969
- Філомена Комарячий Ніс (Philomena Mückenschnabel), 1970
- Шпалерник (Polsterer), mit Illustrationen v. Robert Zeppel-Sperl, 1970
- Принцеса у веретені та інші дитячі п'єси для лялькового театру (Die Prinzessin in der Zwirnspule und andere Puppenspiele für Kinder), mit Illustrationen v. Ulrike Enders, 1972
- Ida — und Ob, 1972
- Гризлі Товстопуз і пані Нуффі (Grizzly Dickbauch und Frau Nuffl), mit Linolschnitten v. Axel Hertenstein, 1975
- Милий Августин (Der liebe Augustin), mit Illustrationen v. Inge Morath, 1981
- Вакаційна сім'я (Die Ferienfamilie), 1981
- Бобровий Зуб і Хан Вітрів (Biberzahn und der Khan der Wind), mit Illustrationen v. Angelika Kaufmann, 1990
- Літнє озеро (Sommersee), 1991
- Нічогонесталось, або Розгін, якого набрав світ. Оповідь у картинках (Machtnix oder Der Lauf, den die Welt nahm. Eine Bildergeschichte), 1993
- Історії на добраніч для Марії Кароліни (Gutenachtgeschichte für Maria Carolina), mit Illustrationen v. Ducan Kállay, 1994
- Про дівчинку, що ходила по воді (Vom Mädchen, das übers Wasser ging), mit Illustrationen v. Dusan Kállay, 1996
- Донна і Даріо (Donna & Dario), 1997
- Історія штайнцької гарбузової насінини (Die Geschichte vom Stainzer Kürbiskern), mit Illustrationen v. László Varvasovsky, 2000
- Аліса в країні див (Alice im Wunderland), mit Illustrationen v. Jassen Ghiuselev, 2000

### Театральні п'єси
- Каменеїд — зелений, як трава (Der grasgrüne Steinfresser), 1973
- Принцеса у веретені (Die Prinzessin in der Zwirnspule), Regie: Georg Ourth, Salzburger Landestheater, 1976
- Дафна і Іо, або На краю світ дійсності (Daphne und lo oder Am Rande der wirklichen Welt), Schauspielhaus Wien, 1982
- Містер Роза, або Важко бути не карликом (Mister Rosa oder Die Schwierigkeit, kein Zwerg zu sein). Groteske. Regie: Udo Schoen. Aachen: Stadttheater, 1989
- Непристойний (Anstandslos). Eine Art Posse. Regie: Michael Gampe. Wien: Volkstheater in den Außenbezirken, 1994
- Коротка історія людства (Eine kurze Geschichte der Menschheit). Dramatisierung für Optisches Konzert. Musik: Marco Schädler, Konzept, Bearb., Regie: Johannes Rausch. Choreografie: Guillermo Horta Betancourt. Feldkirch: Saal der Arbeiterkammer, 1994
- Становлення Лілі (Lilys Zustandekommen). Monolog für Anna Maria Gruber/Irmi Horn. Regie: Steffen Höld. Graz: forum stadtpark theater in den Gewächshäusern des Botanischen Garten 2002
- Мама воронів (Rabenmutter). Melodrama 1989. Regie: Michael A. Richter. Graz: Kunstgarten Graz 2004

### Сценарії кінофільмів
- Мишачий переляк (Der Mäuseschreck). Телевізійний фільм за ляльковою п'єсою Барбари Фрішмут. реж. Тоні Мунцлінґер. SWF, 1972
- Ну і… Відьомська історія (Na und. Eine Hexengeschichte). Телефільм, SWF 1972
- Принцеса у веретені (Die Prinzessin in der Zwirnspule). ТБ-мультфільм за Барбарою Фрішмут. Реж. Тоні Мунцлінґер. SWF, 1973
- Іда — і Об (Ida — und Ob). BR 1973
- Дерево забутого пса (Baum des vergessenen Hundes). Телефільм, ORF 1976
- Прощання (Abschiede). телефільм у 2-х частинах, сценарій за новелою Артура Шніцлера і оповіданням Барбари Фрішмут. Реж. Гедеон Ковач. ORF, ZDF, 1986
- Видра (Otter). Телеспектакль. ORF 1985.
- Край Аусзее (Ausseerland), ORF, 1991
- Мама воронів (Rabenmutter), реж. Крістіан Берґер, ORF, 1991
- Літнє озеро. Телесеріал із 6 фільмів. Реж. Ергард Рідльшперґер, ORF, ZDF, 1992

### Переклади

#### Проза і поезія
- Andor Endre Gelléri: Budapest und andere Prosa. Übers. a. d. Ungarischen. Mit einem Vorwort von Barbara Frischmuth. Frankfurt/M.: Suhrkamp 1969.
- Sandor Weöres: Der von Ungern. Gedichte. Übers. a. d. Ungarischen, Ausw.: Barbara Frischmuth, Robert Stauffer. Mit einem Nachwort von Robert Stauffer. Frankfurt/M.: Suhrkamp 1969.
- Edward Lear: Die Jumblies. Übers. a. d. Englischen Frankfurt/M.: Insel 1970.
- Miklós Mészöly: Saulus. Übers. a. d. Ungarischen. München: Hanser 1970.
- Neue ungarische Lyrik. Übers. a. d. Ungarischen, Ausw.: Gerhard Fritsch. Salzburg: Otto Müller 1971.
- István Örkény: Katzenspiel. Übers. a. d. Ungarischen. Frankfurt/M.: Suhrkamp 1972.
- Alan Aldridge, William Plomer: Der Butterfly Ball und das Grashüpferfest. Übers. a. d. Englischen. Frankfurt/M.: Insel 1974.
- Ana Novac: Die schönen Tage meiner Jugend. Übers. a. d. Ungarischen. Reinbek: Rowohlt Taschenbuch Verlag 1976.
- István Örkény: Das elfte Gebot. Familie Tót. In: Moderne ungarische Dramen. Übers. a. d. Ungarischen. Leipzig: Reclam Leipzig 1977, S.5-82.

#### Драматичні твори
- András Sütö: Traumkommando. Übers. a. d. Ungarischen. 1988.
- Peter Nadas: Begegnung. Übers. a. d. Ungarischen. 1988.
- György Spiró: Hühnerköpfe. Übers. a. d. Ungarischen. Bonn 1989.

#### Радіоп'єси
- Iván Mándy: Veras Lieben. Übers. a. d. Ungarischen. SDR 1973.
- Iván Mándy: Dinge. Übers. a. d. Ungarischen. SDR 1977.
- Iván Mándy: Wenn du unter uns bist, Endre Holman. Übers. a. d. Ungarischen. SDR, 1978.
- Iván Mándy: Familien-Tableau. Übers. a. d. Ungarischen. SDR 1979.
- Tibor Zalan: Die Hoffnungslosen. Übers. a. d. Ungarischen. SDR 1981.
- Iván Mándy: Friedhofslinie. Übers. a. d. Ungarischen, Regie: Götz Fritsch. SDR 1981.
- Károly Szakonyi: Drei Würfe, sechs Forinth. Übers. a. d. Ungarischen. SDR 1981.
- Iván Mándy: Premiere. Übers. a. d. Ungarischen. SDR 1982.
- Iván Mándy: Die Nacht. Übers. a. d. Ungarischen. SDR 1982.
- Iván Mándy: Janosch in der Leitung. Übers. a. d. Ungarischen. Regie: Raoul Wolfgang Schnell. SDR 1983.
- Iván Mándy: Die Nacht des Kellners. Übers. a. d. Ungarischen. Regie: Raoul Wolfgang Schnell. SDR 1983.
- Iván Mándy: Schöne Träume, Mädchen. Übers. a. d. Ungarischen. Regie: Manfred Marchfelder. SDR 1984.
- Iván Mándy: Abschied. Übers. a. d. Ungarischen. Regie: Manfred Marchfelder. SDR 1985.
- Károly Szakonyi: Der Fleischer. Übers. a. d. Ungarischen. Regie: Günter Sauer. SDR 1985.
- Iván Mándy: Schriftsteller im Mantel. Übers. a. d. Ungarischen. Regie: Otto Düben. SDR 1985.
- Iván Mándy: Vernissage im Souterrain. Übers. a. d. Ungarischen. Regie: Manfred Marchfelder. SDR 1986.
- Iván Mándy: Einstand. Übers. a. d. Ungarischen. Regie: Raoul Wolfgang Schnell. SDR 1987.
- Iván Mándy: Der Kranz. Übers. a. d. Ungarischen. Regie: Raoul Wolfgang Schnell. SDR 1989.
- György Spiró: Reisefieber. Übers. a. d. Ungarischen. Regie: Norbert Schaeffer. SDR 1989.

### Лібрето
- Сливовий компот або виноградно-грушевий мус (Mirabellenkompott oder Mostbirnenmus), 2007, для оперного театру «Сирена»

### Радіоп'єси
- Die Mauskoth und die Kuttlerin. SWF, 1970
- Незнана рука (Die unbekannte Hand). SWF, NDR, ORF, 1970
- Місяць, як ложка (Löffelweise Mond). Regie: Klaus Mehrländer. WDR, 1971
- Я хотів, я хотів цього світу (Ich möchte, ich möchte die Welt). SWF, 1977
- Місячна жінка (Die Mondfrau). SDR, ORF, 1979
- Бобровий Зуб і Хан Вітрів (Biberzahn und der Khan der Winde). Regie: Hartmut Kirste. SDR, NDR, 1986
- Бджолині розмови (Binnengespräche). Regie: Ernst Wendt. SDR, ORF Wien, 1986
- Балаган, або ж Чи я ще живу? (Tingeltangel oder Bin ich noch am Leben?) Regie: Manfred Marchfelder. SDR, ORF Wien, 1988
- Містер Роза, або Важко бути не карликом (Mister Rosa oder Die Schwierigkeit, kein Zwerg zu sein). Regie: Götz Fritsch. ORF Wien, 1990
- Ханако, що слухає Моцарта, і її п'ять кошенят (Die Mozart hörende Hanako und ihre fünf Kätzchen). Mit Kazuko Saegura. Regie: Georg Madeja. ORF Wien, 1991
- Непристойний (Anstandslos). Regie: Götz Fritsch. ORF, WDR, 1992
- Трав'янисто-зелений пожирач каміння (Der grasgrüne Steinfresser). Regie: Johannes Rausch. ORF Vorarlberg, 1993
- Кохання в Ерзурумі (Eine Liebe in Erzurum). Regie: Götz Fritsch. ORF, WDR, 1994
- Міс Поттер обміркувала інакше (Miss Potter hat es sich anders überlegt). ORF, WDR, 1996
- Генеза (Genesis). Radio Bremen, 1997.
- Чотири вірші для пальта, або Перетворення Абу Саїда з Серуга (Vier Verse für einen Mantel oder die Verwandlung des Abu Seid von Serug), WDR 1997

## Твори Фрішмут українською
- Жінка в місячному сяйві. Повість. Переклала з німецької Галина Сварник. Київ, «Дніпро», 1987 р.
- Щастя. Оповідання. В антології «Австрійська читанка». Серія «Антологія австрійської літератури ХХ ст.». Переклав з німецької Володимир Кам'янець. «Літопис», 2005, ISBN 966-7007-31-6

## Нагороди і відзнаки
- 1970 Державна стипендія міністерства освіти і культури — за літературу
- 1972 Австрійська державна премія в галузі дитячої літератури — за книжки для дітей
- 1973 Премія Антона Вільдґанса
- 1973 Літературна премія Штирії
- 1975 Заохочувальна премія міста Відень — за літературу
- 1976 «Writer in residence» — премія від Коледжу Оберлін (Огайо)
- 1978 Драматургійна стипендія міністерства освіти і культури
- 1979 Літературна премія міста Відень
- 1980 Книжкова премія міністерства освіти і культури
- 1983 Літературна премія Іди Демель
- 1986 Книжкова премія міністерства освіти і культури
- 1987 Почесна премія міністерства освіти і культури за літературу
- 1988 Премія «манускріпте» землі Штирія
- 1990 Премія Слаббежа Інтернаціонального центру радіоп'єс в Унтеррабніці
- 1995 Австрійська державна премія в галузі дитячої літератури — за «Історії на добраніч для Марії Кароліни»
- 1999 Премія Франца Набля
- 2003 Премія Йозефа Крайнера
- 2005 Почесна премія австрійської книготоргівлі за толерантність у думках і вчинках
- 2013 Австрійський почесний хрест «За науку і мистецтво» 1 класу
- 2019 Золотий Перстень Штирії[11]